# Astro-2
Plus qu'un satellite, Astro-2 fut une charge embarquée sur la navette spatiale Endeavour pour une mission d'observation dans le domaine des ultraviolets (vol STS-67). La mission est restée en orbite basse (celle de la navette spatiale) pendant une durée courte, mais les instruments avaient déjà volé lors de la mission Astro-1.
La charge rassemblait trois télescopes à ultraviolet couplés : HUT (Hopkins Ultraviolet Telescope), UIT (Ultraviolet Imaging Telescope), WUPPE (Wisconsin Ultraviolet Photo-Polarimeter Experiment).